# Cate Blanchett
Catherine Élise (Cate) Blanchett (Melbourne (Victoria), 14 mei 1969) is een Australische actrice en filmproducent. Ze wordt beschouwd als een van de beste artiesten van haar generatie, ze staat bekend om haar veelzijdige werk in onafhankelijke films, blockbusters en toneel. Ze heeft talloze onderscheidingen ontvangen, waaronder twee Oscars, vier British Academy Film Awards en vier Golden Globe Awards, naast nominaties voor een Tony Award en twee Primetime Emmy Awards.
Blanchett studeerde af aan het National Institute of Dramatic Art in Sydney en begon haar carrière op het Australische toneel in 1992. In 1997 maakte ze haar speelfilmdebuut.

## Biografie
Blanchetts vader was een Texaanse marineofficier, haar moeder een Australische lerares.
Blanchett studeerde in 1992 af aan het National Institute of Dramatic Art, waarna ze lid werd van de Sydney Theatre Company. Ze speelde daar in Top Girls. In 1993 won ze twee belangrijke toneelprijzen, de Newcomer Award van de Sydney Theatre Critics Circle voor haar rol in de musical Kafka Dances, en de Rosemont Best Actress Award voor haar rol in Oleanna van David Mamet, waarin ze speelde tegenover Geoffrey Rush.
Hierna trok ze naar de televisie. Zo speelde ze onder andere in Heartland en Police Rescue, beide succesvolle series van ABC. Haar televisie- en theatercarrière liepen voorspoedig. Ze kreeg louter positieve kritieken voor haar rollen.
In 1997 maakte Blanchett haar filmdebuut, in Paradise Road van Bruce Beresford. In dit oorlogsgevangenedrama speelde ze tegenover Glenn Close en Frances McDormand. Voor haar tweede film, Thank God He Met Lizzie, won ze de prijs voor beste actrice van het Australian Film Institute. Met haar rol in Oscar and Lucinda, tegenover Ralph Fiennes, kreeg ze ook aandacht van het buitenland.
Ze werd internationaal bekend door haar rol als koningin Elizabeth I van Engeland in Elizabeth. De film kreeg acht Oscarnominaties, waaronder een voor beste actrice, voor Blanchett. De Oscar verloor ze aan Gwyneth Paltrow, maar ze kreeg wel een Golden Globe.
Andere rollen volgden, waaronder in Pushing Tin, An Ideal Husband en The Talented Mr. Ripley. Ze speelde de meest uiteenlopende rollen, mysterie in Sam Raimi's The Gift, komedie in Bandits met Billy Bob Thornton en Bruce Willis en drama met Giovanni Ribisi in Heaven. Ook speelde ze in The Lord of the Rings-trilogie van Peter Jackson de rol van Galadriel, waarmee ze een geheel nieuw publiek bereikte. Een rol die ze later ook weer vervulde in de Hobbit-trilogie, het verhaal dat voorafgaat aan The Lord of the Rings.
In 2003 was ze onder andere te zien als Veronica Guerin in de gelijknamige film van Joel Schumacher, en het jaar daarop speelde ze een bijrol als Katharine Hepburn in The Aviator van Martin Scorsese. Voor deze rol won ze de Oscar voor beste vrouwelijke bijrol.
In 2004 speelde ze in The Life Aquatic With Steve Zissou een zwangere journaliste. Tijdens de opname van de film was ze in het echt ook zwanger.
Hierna kwam ze terug in Little Fish als een ex-drugsverslaafde. In 2006/2007 kwamen er drie films van haar tegelijk uit: Babel (met onder andere Brad Pitt), Notes on a Scandal en The Good German. Voor Notes on a Scandal werd ze genomineerd voor een Oscar in de categorie 'Beste vrouwelijke bijrol'.
In 2007 speelde ze voor de tweede keer de rol van Queen Elizabeth, in Elizabeth: The Golden Age. Ook was ze dat jaar te zien als Bob Dylan in I'm Not There, waarvoor ze beloond werd met een Golden Globe. In 2008 speelde ze samen met Brad Pitt in de film The Curious Case of Benjamin Button.
Blanchett kreeg op 5 december 2008 een ster op de Hollywood Walk of Fame.
Ze won in 2013 een Oscar voor de hoofdrol van Jasmine in de tragikomische film Blue Jasmine
Blanchett speelde in de film Tár uit 2022, geregisseerd door Todd Field. Haar optreden als Lydia Tár, een fictieve gerenommeerde dirigent, kreeg veel lovende kritieken. David Rooney schreef dat Blanchett een "verbazingwekkende prestatie neerzet - hardvochtig, indrukwekkend zelfbewust en zo langzaam versplinterend onder druk" en voegde eraan toe dat het "weer een carrièrepiek markeert voor Blanchett - velen zullen waarschijnlijk beweren dat ze het beste is". Voor de uitvoering won Blanchett haar tweede Volpi Cup voor beste actrice, vierde Golden Globe Award en vierde BAFTA Award en ontving vervolgens haar achtste Oscar-nominatie.
Blanchett heeft in meer dan twintig toneelproducties opgetreden. Zij en haar man, Adrew Upton, waren van 2008 tot 2013 beiden artisitiek directeur van de Sydney Theatre Company.

## Privéleven
Blanchett is getrouwd met toneel- en scenarioschrijver Andrew Upton. Ze ontmoetten elkaar halverwege de jaren negentig in Australië en trouwden op 29 december 1997. Ze hebben samen drie zonen en adopteerden in 2015 een dochter. Blanchett zei dat zij en haar man al een kind wilden adopteren sinds de geboorte van hun eerste zoon.
Nadat ze Brighton, Engeland, bijna 10 jaar lang hun voornaamste thuis hadden gemaakt, keerden zij en haar man in 2006 terug naar hun geboorteland Australië. In november 2006 schreef Blanchett de verhuizing toe aan hun wens om een permanent huis voor haar kinderen te hebben, alsook om dicht bij haar familie te zijn. Zij en haar familie woonden in de buitenwijk Hunters Hill van Sydney. Na de verkoop in 2015 verhuisden zij en Upton terug naar Engeland en kochten ze begin 2016 een huis in Crowborough, East Sussex.
Blanchett heeft een uitgesproken mening over feminisme en politiek. In 2013 vertelde ze aan Sky News dat ze zich zorgen maakte over "een golf van conservatisme die de wereld overspoelde", die de rol van vrouwen in de maatschappij bedreigde. Ze heeft ook commentaar geleverd op de druk waarmee vrouwen in Hollywood nu te maken hebben: "Eerlijk gezegd denk ik minder na over mijn uiterlijk dan tien jaar geleden. Mensen praten over de gouden eeuw van Hollywood vanwege de manier waarop vrouwen toen werden belicht. Je kon Joan Crawford and Bette Davis zijn en tot ver in je vijtiger jaren doorwerken, omdat je verplicht was en tot een godin werd gemaakt. Nu alles een beetje ruw is, krijgen vrouwen dit gevoel van hun houdbaarheidsdatum."
Blanchett werd in 2005 het gezicht van SK-II, het luxe huidverzorgingsmerk van Procter & Gamble. In 2013 werd ze merkambassadeur van Giorgio Armani-geuren voor vrouwen, waarvoor ze $10 miljoen kreeg. In 2018 kondigde Armani aan dat Blanchett de eerste schoonheidsambassadeur voor het bedrijf zou worden, en het bedrijf wereldwijd zou vertegenwoordigen door verantwoordelijkheden voor huidverzorging en make-up op zicht te nemen, naast haar eerdere verplichten uit 2013 met betrekking tot geuren. In 2022 kondigde Louis Vuitton Blanchett aan als hun nieuwe huisambassadeur.
Blanchett is sinds 2016 ook goodwillambassadeur bij het Bureau van de Hoge Commissaris van de Verenigde Naties voor de Vluchtelingen (Engels: United Nations High Commissioner for Refugees, afgekort UNHCR).

## Filmografie
*Exclusief televisiefilms
| - Black Bag (2025) - Borderlands (2024) - Rumours (2024) - The New Boy (2023) - The School for Good and Evil (2022, stem) - Pinocchio (2022, stem) - Tár (2022) - Nightmare Alley (2021) - Don't Look Up (2021) - Where'd You Go, Bernadette (2019) - How to Train Your Dragon: The Hidden World (2019) - Mowgli (2018) - The House with a Clock in Its Walls (2018) - Ocean's 8 (2018) - Thor: Ragnarok (2017) - Song to Song (2017) - Truth (2015) - Knight of Cups (2015) - Carol (2015) - Manifesto (2015) - Cinderella (2015) - The Monuments Men (2014) - The Hobbit: The Battle of the Five Armies (2014) - The Hobbit: The Desolation of Smaug (2013) - The Turning (2013) - Blue Jasmine (2013) - The Hobbit: An Unexpected Journey (2012) - Hanna (2011) - The Last Time I Saw Michael Gregg (2011) - Robin Hood (2010) - The Curious Case of Benjamin Button (2008) - Ponyo (2008) - Indiana Jones and the Kingdom of the Crystal Skull (2008) | - Elizabeth: The Golden Age (2007) - I'm Not There (2007) - Hot Fuzz (2007) - Babel (2006) - The Good German (2006) - Notes on a Scandal (2006) - Stories of Lost Souls (2005) - Little Fish (2005) - The Aviator (2004) - The Life Aquatic with Steve Zissou (2004) - The Lord of the Rings: The Return of the King (2003) - The Missing (2003) - Coffee and Cigarettes (2003) - Veronica Guerin (2003) - The Lord of the Rings: The Two Towers (2002) - Heaven (2002) - The Shipping News (2001) - The Lord of the Rings: The Fellowship of the Ring (2001) - Bandits (2001) - Charlotte Gray (2001) - The Gift (2000) - The Man Who Cried (2000) - The Talented Mr. Ripley (1999) - Pushing Tin (1999) - An Ideal Husband (1999) - Elizabeth (1998) - Oscar and Lucinda (1997) - Thank God He Met Lizzie (1997) - Paradise Road (1997) - Parklands (1996) - Police Rescue (1994) |

## Televisieseries
*Exclusief eenmalige gastrollen
- Disclaimer - Catherine Ravenscroft (2024, zes afleveringen)
- What If...? - Hela (2023, stem in drie afleveringen)
- Mrs. America - Phyllis Schlafly (2020, negen afleveringen)
- Stateless - Pat (2020, zes afleveringen)
- Bordertown - Bianca (1995, tien afleveringen)
- Heartland - Elizabeth Ashton (1994, acht afleveringen)